# Vivasván
Vivasván či Vivasvant je védský bůh světla či vycházejího slunce. Bývá ztotožňován se Súrjou a stejně jako on řazen k Áditjům.
Tento bůh se objevuje v mýtu naznačeném již v Rgvédu, ale rozpracovaném až v pozdějších pramenech. Podle něj si vzal za manželku Saranjú, dceru božského řemeslníka Tvaštara. S tou zplodil prvotní pár Jamu a Jamí. Poté Saranjú vytvořila svou dvojnici jménem Savarná, které dala děti do opatrování a zmizela proměněna v klisnu. S dvojnicí Vivasván zplodil prapředka lidstva Manua a po jejím odhalení se vydává hledat svou manželku. Proměněn v hřebce ji nalezl a zplodil s ní božská dvojčata Ašviny, která jsou úzce spjatá s koňmi.
Někteří badatelé ho nepovažují za božstvo, ale za  mytického předka lidstva. Podle Jaana Puhvela je Vivasván původním slunečním božstvem, jehož význam byl později zastíněm Súrjou, podobně jako byl v Řecku nahrazen Hyperíón Héliem. Tento bůh má svůj protějšek také v perském prostředí kde je Vívahvant otcem Jimy.